# امام‌قلی‌لار
امام‌قلی‌لار (ترکی آذربایجانی: İmamqulular) یک منطقهٔ مسکونی در جمهوری آرتساخ است که در استان شوشی واقع شده‌است.